# Kanton Lorgues
Kanton Lorgues is een voormalig kanton van het Franse departement Var. Kanton Lorgues maakte deel uit van het arrondissement Draguignan en telde 18.397 inwoners (2006). Het werd opgeheven bij decreet van 27 februari 2014, met uitwerking op 22 maart 2015.

## Gemeenten
Het kanton Lorgues omvatte de volgende gemeenten:
- Les Arcs
- Le Thoronet
- Lorgues (hoofdplaats)
- Taradeau